# Descendants – Die Nachkommen
Descendants – Die Nachkommen (Originaltitel: Descendants) ist ein US-amerikanischer Fernsehfilm von Kenny Ortega aus dem Jahr 2015. Der Disney Channel Original Movie erzählt die Geschichte von den Nachkommen bekannter Disney-Helden, die sich das Klassenzimmer mit den Kindern der schurkischen Erzfeinde teilen müssen. Der Film feierte am 31. Juli 2015 auf dem Disney Channel Premiere.
2017 erschien die Fortsetzung Descendants 2 – Die Nachkommen.

## Handlung
Nach ihrer Heirat vereinen das Biest und Belle alle berühmten Märchenkönigreiche in die Vereinigten Staaten von Auradon und werden zu König und Königin gewählt. Die Bösewichte und ihre Helfer wurden auf die Insel der Verlorenen, eine Slum-ähnliche Insel, verbannt. Dort sind sie von einer Barriere, die den Gebrauch von Magie verhindert, umgeben. 20 Jahre später steht die Krönung von Ben, dem Sohn von Belle und dem Biest, bevor. Als seine erste Amtshandlung möchte Ben den Kindern, die auf der Insel der Verlorenen groß wurden, die Chance geben, in Auradon zu leben. Obwohl sie skeptisch sind, unterstützen seine Eltern diese Idee. Die ausgewählten Kinder sind: Carlos, Sohn von Cruella de Vil, Jay, der Sohn von Jafar, Evie, die Tochter der bösen Königin Grimhilde, und Mal, Tochter von Maleficent. Das Quartett verursacht gerade Unfug (Rotten to the Core), bis sie durch Maleficent unterbrochen werden, die den vier die Nachricht überbringt. Sie trichtert ihrer Tochter und den anderen ein, dass sie während ihres Aufenthaltes den magischen Zauberstab der Guten Fee stehlen sollen, damit das Böse wieder an die Macht kommt. Auf der Auradon Prep werden Carlos, Jay, Evie und Mal von der Guten Fee, der Schulleiterin, sowie von Ben und seiner Freundin Audrey begrüßt. Während der Einführungstour flirtet Mal mit Ben sowie Evie mit Doug. In dieser Nacht verwendet Evie den Zauberspiegel ihrer Mutter, um den Zauberstab zu finden, der sich in einem nahe gelegenen Museum befindet. Um die Wache einzuschläfern, verwendet Mal das Zauberbuch ihrer Mutter und aktiviert das Spinnrad, welches ihre Mutter bereits bei Aurora verwendet hat. Sie sehen Statuen von ihren Eltern und erkennen, wie beeindruckend diese einmal waren. Mal ist davon überzeugt, dass sie durch den Diebstahl des Zauberstabes mehr Anerkennung von ihrer Mutter erhält (Evil Like Me). Jay versucht den Zauberstab zu nehmen, aber wird durch eine Barriere abgestoßen und löst dadurch einen Alarm aus. Mal und ihre Freunde müssen fliehen.
Jay wird aufgrund seiner körperliche Eignung für den Schulsport rekrutiert. Auch Carlos schafft es dank Jay ins Team. Evie schummelt mit dem Zauberspiegel bei Matheaufgaben und macht sich an Prinz Chad ran. Später möchte er sich mit Evie unter der Tribüne treffen, weil er sie ausnutzen möchte, damit sie seine Hausaufgaben macht. Sie erfährt von Doug, dass die Gute Fee Ben bei dessen Krönung mit ihrem Zauberstab segnen wird. Mal manipuliert die Tochter der Guten Fee, Jane, da diese gerade keinen guten Kontakt zu ihrer Mutter hat. Jane glaubt durch Mal, dass nur der Zauberstab ihrer Mutter sie schöner machen kann.
Mal erfährt, dass bei der Krönung nur Bens Eltern und seine Freundin bei ihm sein dürfen. Mit Hilfe einer Intrige will sie Bens Freundin werden. Aus diesem Grund backt sie ihm Schokoladenkekse, die einen Liebestrank beinhalten. Am nächsten Tag schenkt sie diese Ben und dieser isst sie. Jay, Carlos und Ben arbeiten zusammen, um das Turnier zu gewinnen. Nach dem Sieg bekennt Ben sich zu seiner Liebe zu Mal (Did I Mention). Audrey ist entsetzt und verkündet, dass Chad ihr neuer Freund ist. Sehr zum Missfallen von Evie, die auch noch von Chad verraten wird, da dieser dem Lehrer gesteckt hat, dass Evie einen Zauberspiegel hat. Sie muss den Test ohne Hilfe bestreiten und bekommt dafür eine gute Note. Sie erkennt, dass sie sich nicht nur auf ihre Schönheit reduzieren muss. Doug, der die ganze Zeit an sie geglaubt hat, freundet sich mit Evie schließlich an. Ben fragt Mal nach einem Date und die beiden verbringen ein gemeinsames Picknick am See. Während Ben schwimmen ist, erkennt Mal wie verwirrt sie ist, da sie sich in Ben verliebt hat (If Only). Als Ben verschwindet, springt Mal in den See, obwohl sie nicht schwimmen kann. Ben rettet sie und fragt sie, ob sie seine Liebe erwidert. Mal antwortet, dass sie nicht wisse, wie sich Liebe anfühlt.
Während des Familientags dürfen sie mit ihren Eltern kommunizieren. In diesem Gespräch macht Maleficent ihnen nochmal klar, wie wichtig ihre Mission sei, bevor es zwischen den Elternteilen zu Streitereien kommt. Mal, Evie, Carlos und Jay geht es nach dem Chat schlecht, da sie sich alle in Auradon eingelebt haben. Ben stellt Mal seinen Eltern vor, die von der neuen Freundin ihres Sohnes geschockt sind. Außerdem gerät das Fest außer Kontrolle, als Audreys Großmutter, Königin Leah, Mal beschimpft und Chad die Gruppe beleidigt. Nach diesem Tag werden die vier gemieden und sie schwören, die Mission durchzuführen.
Kurz vor der Krönung macht Mal den Zauber auf Ben rückgängig, da sie nicht will, dass Ben nach der Wahrheit um sie leiden muss. Ben gesteht ihr jedoch, dass er die ganze Zeit wusste, dass die Schokoladenkekse verzaubert waren, aber dass seine Gefühle für sie echt seien. Nach der Krönung durch die Gute Fee entreißt Jane ihr den Zauberstab, um den Schönheitszauber durchzuführen. Da sie unfähig ist, mit dem Zauberstab umzugehen, beschädigt sie die Barriere zur Insel der Verlorenen. Mal entreißt Jane den Stab, um die Barriere zu öffnen, aber Ben hält sie davon ab. Er glaubt an das Gute in ihr und Mal auch langsam an sich selbst. Maleficent ist jedoch bereits entkommen und taucht im Schloss auf. Sie fordert von ihrer Tochter den Zauberstab, Mal jedoch verweigert dies. Dadurch kommt es zum finalen Duell, in dem sich Maleficent in einen Drachen verwandelt. Mal gelingt es, ihre Mutter zu schlagen und diese verwandelt sich in eine Eidechse. Anschließend feiern alle die Krönung von Ben (Set It Off).

## Hintergrundinformationen
Im Dezember 2013 kündigte der US-amerikanische Kabelsender Disney Channel an, einen Realfilm über die Kinder von Belle und dem Biest, Dornröschen, Rapunzel, Mulan, Cruella De Vil, Maleficent und Jafar zu produzieren. Als Regisseur wurde Kenny Ortega engagiert, der für Disney bereits die High-School-Musical-Trilogie inszenierte. Knapp eine Woche nach der Ankündigung des Fernsehfilmes wurde die Hauptrolle mit dem australischen Schauspieler Mitchell Hope besetzt. Ihm folgte Dove Cameron, die die Rolle der Tochter von Maleficent übernimmt. Für diese Rolle wurde Kristin Chenoweth gecastet. Weitere Hauptrollen erhielten Twilight-Star Booboo Stewart und Cameron Boyce.
Gedreht wurde von Juni bis Juli 2014 in Vancouver und Victoria, Kanada. Melissa de la Cruz verfasst zu dem Film einen Fortsetzungsroman namens Isle of the Lost. Jeff Lewis übernahm die Gesangspassagen von Mitchell Hope.

## Besetzung
| Rolle                  | Darsteller            | Synchronsprecher/in   | Bemerkung                                                 |
| ---------------------- | --------------------- | --------------------- | --------------------------------------------------------- |
| Maleficent Bertha      | Dove Cameron          | Maresa Sedlmeir       | Tochter von Maleficent und Hades                          |
| Jayson                 | Booboo Stewart        | Maximilian Belle      | Sohn von Jafar                                            |
| Carlos Oscar De Vil    | Cameron Boyce         | Simon Dirks           | Sohn von Cruella de Vil                                   |
| Evelyn Grimhilde       | Sofia Carson          | Jodie Blank           | Tochter der bösen Königin Grimhilde                       |
| Benjamin Florian Biest | Mitchell Hope         | Felix Mayer           | Sohn von Belle und dem Biest                              |
| Maleficent             | Kristin Chenoweth     | Ghadah Al-Akel        | Die böse Fee aus Dornröschen                              |
| Cruella de Vil         | Wendy Raquel Robinson | Susanne von Medvey    | Antagonistin aus 101 Dalmatiner                           |
| Königin Belle          | Keegan Connor Tracy   | Melanie Manstein      | Protagonistin aus Die Schöne und das Biest                |
| König Adam/Biest       | Dan Payne             | Markus Pfeiffer       | Protagonist aus Die Schöne und das Biest                  |
| Jafar                  | Maz Jobrani           | Tayfun Bademsoy       | Bösewicht aus Aladdin                                     |
| Grimhilde              | Kathy Najimy          | Dagmar Dempe          | Die böse Königin aus Schneewittchen und die sieben Zwerge |
| Audrey                 | Sarah Jeffery         | Gabrielle Pietermann  | Tochter von Aurora und Phillip                            |
| Jane                   | Brenna D’Amico        | Regina Beckhaus       | Tochter der Guten Fee                                     |
| Lonnie                 | Dianne Doan           | Marcia von Rebay      | Tochter von Mulan und Li Shang                            |
| Chad Charming          | Jedidiah Goodacre     | Max Felder            | Sohn von Cinderella und König Charming                    |
| Doug                   | Zachary Gibson        | Patrick Roche         | Sohn vom Zwerg Dopey                                      |
| Gute Fee               | Melanie Paxson        | Daniela Reidies       | Die gute Fee aus Cinderella                               |
| Schneewittchen         | Stephanie Bennett     | Christina Ann Zalamea | Protagonistin aus Schneewittchen und die sieben Zwerge    |

## Ausstrahlung und Veröffentlichung
Bereits ab dem 24. Juli 2015 war der Film über die Disney-Channel-App WATCH abrufbar. Die Fernsehpremiere fand am 31. Juli 2015 auf dem Disney Channel statt. Sie erreichte dabei 6,55 Millionen Zuschauer und ein Rating von 1,4 Prozent bei den 18- bis 49-Jährigen. Insgesamt wurde der Film in den ersten vier Tagen nach der Erstausstrahlung 10,5 Millionen Mal gesehen worden. Weltweit lockte der Film mehr als 32 Millionen Zuschauer an und machte ihn somit zum fünft erfolgreichsten Disney Channel Original Movie.
In Deutschland wurde der Fernsehfilm am 30. August 2015 auf Disney Cinemagic ausgestrahlt. Die Free-TV-Premiere fand am 3. Oktober 2015 auf RTL statt, bevor am 17. Oktober 2015 der Film auf dem deutschen Disney Channel ausgestrahlt wurde. Auf DVD erschien der Fernsehfilm am 8. Oktober 2015.

## Soundtrack
Der Soundtrack zum Film wurden in den Vereinigten Staaten am 31. Juli 2015 veröffentlicht. In Deutschland ist der Soundtrack am 2. Oktober 2015 erschienen. Dies ist der erste Disney-Channel-Original-Movie-Soundtrack seit High School Musical 2, der Platz eins der Billboard 200 erreichte. Im August 2022 wurde er im Vereinigten Königreich mit einer Silbernen Schallplatte ausgezeichnet.
Tracklist:
1. Rotten to the Core – Dove Cameron, Sofia Carson, Cameron Boyce & Booboo Stewart
2. Evil Like Me – Kristin Chenoweth & Dove Cameron
3. Did I Mention – Jeff Lewis & Mitchell Hope
4. If Only – Dove Cameron
5. Be Our Guest – Mitchell Hope, Spencer Lee, Kala Balch, Sarah Jeffery, Marco Marinangeli
6. If Only (Reprise) – Dove Cameron
7. Set It Off – Dove Cameron, Sofia Carson, Cameron Boyce, Booboo Stewart, Mitchell Hope, Sarah Jeffery & Jeff Lewis
8. Believe – Shawn Mendes
9. Bonus-Track 1: Rotten to the Core – Sofia Carson
10. Bonus-Track 2: Night Is Young – China Anne McClain
11. Bonus-Track 3: Good Is the New Bad – Dove Cameron, Sofia Carson & China Anne McClain
12. Bonus-Track 4: I’m Your Girl – Felicia Barton
13. Bonus-Track 5: Descendants Score Suite – David Lawrence

## Fortsetzungen

### Fernsehserie
Seit September 2015 wird eine computeranimierte Fernsehserie ausgestrahlt. In den zwei bis drei minütigen Folgen werden neben den bekannten Charaktere aus dem Film auch neue Figuren, wie CJ (Tochter von Captain Hook), Freddie (Tochter von Dr. Facilier) oder Jordan (Tochter von Dschinni), eingeführt.

### Filmfortsetzungen
Im Sommer 2017 war die Erstausstrahlung der Filmfortsetzung auf dem US-amerikanischen Disney Channel zu sehen. Darin kehren Mal, Evie, Carlos und Jay auf die Insel der Verlorenen zurück, um Uma (gespielt von China Anne McClain), die Tochter der Meerhexe Ursula aus Arielle, die Meerjungfrau, aufzuhalten, die die Bösewichte auf die Menschheit loslassen will.
Der dritte Teil der Reihe erschien im Sommer 2019 auf dem Disney Channel.

### Spin-off
2024 erschien der Spin-off-Film Descendants: The Rise of Red. Dessen Fortsetzung Descendants: Wicked Wonderland ist für 2026 angekündigt.